# 應身
應身，大乘佛教术语，又譯為应化身、应化法身、化身等，大乘佛教认为非佛的真常法身，而是为众生说法，临时变化而来的身相。

## 含义

### 二身之一
二身之一，真身之对称。

### 三身之一
三身之一。法身、报身之对称。

#### 和“变化身”等同
《大乘同性经·卷下》將佛身分为报身、应身、真身三种，而以“秽浊世中现成佛者当成佛者。如来显现从兜率下。乃至住持一切正法一切像法一切末法”，均称为应身。
海妙深持自在智通菩萨复问佛言。世尊。佛身几种。佛言。善丈夫。略说有三。何等为三。一者报。二者应。三者真身。
海妙深持自在智通菩萨复问佛言。世尊。何者名为如来报身。佛言。善丈夫。若欲身彼佛报者。汝今当知。如汝今日见我现诸如来清净佛刹现得道者当得道者。如是一切即是报身。
海妙深持自在智通菩萨复问佛言。世尊。何者名为如来应身。佛言。善丈夫。犹若今日踊步揵如来。魔恐怖如来。大慈意如来。有如是等一切彼如来。秽浊世中现成佛者当成佛者。如来显现从兜率下。乃至住持一切正法一切像法一切末法。善丈夫。汝今当知。如是化事皆是应身。

海妙深持自在智通菩萨复问佛言。世尊。何者名为如来法身。佛言。善丈夫。如来真法身者。无色无现无著不可见。无言说无住处无相无报。无生无灭无譬喻。如是善丈夫。如来不可说身。法身智身。无等身。无等等身。毗卢遮那身。虚空身。不断身。不坏身。无边身。至真身。非虚假身。无譬喻身。是名真身。
《摄大乘论（魏译）·卷上》將应身、真身、报身共为三身。《十地经论·卷三》將应身佛、报身佛、法身佛共为三身佛。《佛光大辞典》载，“天台宗于藏、通、别、圆之化法四教谓有能说之教主，乃立四佛。其中藏教之教主称劣应身，现丈六卑小之身，住于凡圣同居土；通教之教主称胜应身，又作带劣胜应身，乃丈六之佛，具神通变现自在，住于方便有余土。”
《佛光大辞典》载，“指八相成道之佛，此佛身具足三十二相、八十种好、项背圆光，随机化现，忽有忽无。”

#### 应身和化身
也有人将应化身拆分爲应身、化身。应身是佛陀报身成佛後，到世间示现入胎、悟道、转法轮、入灭等，和当时、当地的人类一样，但如同报身有庄严相好。而化身是以神力化现的假体。一般情况下佛教将二者都视为方便变化身。例如藏传佛教，一个上师可能会转世爲多个祖古，几人都被认为是其化身（应化身）。

#### 指为十地菩萨说法的佛身
《金光明最胜王经·卷二》：
一切如来有三种身。云：何为三。一者化身。二者应身。三者法身。如是三身具足。摄受阿耨多罗三藐三菩提。若正了知。速出生死。……善男子。云何菩萨了知应身。谓诸如来。为诸菩萨得通达故。说于真谛。为令解了生死涅槃是一味故。为除身见众生怖畏欢喜故。为无边佛法而作本故。如实相应如如如如智。本愿力故。是身得现。具三十二相八十种好项背圆光。是名应身。
《摄大乘论（梁译）·卷上》、《观经疏玄义分》（善导大师）等也有此類記述。

### 四身之一
四身之一。法身、报身、化身之对称。
《佛光大辞典》载，“为地前诸菩萨而现之佛身，此佛身系依定力而现起者，故不摄于五趣。”
《合部金光明经·卷一》載：
佛言。善男子。谛听谛听善思念之。吾当为汝分别解说。善男子。菩萨摩诃萨。一切如来有三种身。菩萨摩诃萨皆应当知。何者为三。一者化身。二者应身。三者法身。如是三身摄受阿耨多罗三藐三菩提。
云何菩萨了别化身。善男子。如来昔在修行地中。为一切众生修种种法。是诸修法至修行满。修行力故而得自在。自在力故随众生心。随众生行。随众生界。多种了别不待时不过时。处所相应。时相应。行相应。说法相应。现种种身。是名化身。
善男子。是诸佛如来。为诸菩萨得通达故说于真谛。为通达生死涅槃一味故。身见众生怖畏欢喜故。为无边佛法而作本故。如来相应如如如如智愿力故。是身得现具足三十二相八十种好项背圆光。是名应身。

善男子。云何菩萨摩诃萨了别法身。为欲灭除一切诸烦恼等障。为欲具足一切诸善法故。惟有如如如如智。是名法身。前二种身是假名有。是第三身名为真有。为前二身而作本故。何以故。离法如如。离无分别智。一切诸佛无有别法。何以故。一切诸佛智慧具足故。一切烦恼究竟灭尽故。得清净佛地故。是故法如如如如智。摄一切佛法故。

## 名詞辨析
| 語言   | 寫法    | 拼音                         | 漢語音譯                     |
| ------ | ------- | ---------------------------- | ---------------------------- |
| 梵語   | निर्माण काय | nirāmaṇakāya                 |                              |
| 藏語   | སྤྲུལ་སྐུ    | sprul sku/Zhügu/tülku/trulku | 祖古、朱古、祖固             |
| 蒙古語 |         | xubilgan                     | 呼畢勒罕、呼弼勒罕、呼必勒罕 |
| 汉語   | 应身    | ——                           | ——                           |

- 梵语：

漢語意譯為“应身”。
- 藏语：

該詞是藏語“应身”之義，是梵文nirāmaṇakāya的藏語譯名。9世紀初的《唐蕃會盟碑》上的藏文碑文有“幻化的神贊普”（vphrul-gyi-lha-btsan-po）與“聖神贊普”（lha-btsan-po）相對應，可見སྤྲུལ་སྐུ一詞最初的含义和稱吐蕃贊普為“幻化”或“应身”贊普有關係。元朝以后，སྤྲུལ་སྐུ一詞開始特指藏傳佛教僧侶的轉生应身。
- 蒙古語：

該詞是蒙古語“应身”之義。藏傳佛教傳入蒙古地區之后，藏語སྤྲུལ་སྐུ一詞在蒙古語中被稱為“呼畢勒罕”。
該詞還被用於指“轉世靈童”。丁福保《佛學大辭典》稱，“呼畢勒罕，蒙古語，化身之義，西藏達賴班禪兩喇嘛及諸胡土克圖，皆能不昧本性。身死之後，寄胎轉生，復接其前身之位職。謂之呼畢勒罕。”
作爲轉世靈童之意的“呼畢勒罕”也是清朝官方使用的名詞，帶有法律性質，如《钦定大清会典》卷六七，“凡喇嘛有行者能以神识转生于世，曰呼毕勒罕，皆入名於奔巴金瓶而掣定焉。”